# Nicolas Lejeune
Pour les articles homonymes, voir Lejeune.
Nicolas Lejeune, né le 17 octobre 1998, est un tireur sportif français.

## Biographie
Issue d'une famille de chasseur dans l'Essonne, il s'initie au ball trap à partir de 13 ans. Faute de clubs en Île-de-France, il démarre à Auneau (Eure-et-Loir), puis signe à Bréville-sur-mer (Manche).

## Carrière
Il est médaillé de bronze en skeet par équipe mixte avec Lucie Anastassiou aux Championnats du monde de tir aux plateaux 2022 à Osijek.
En 2023, parallèlement à sa carrière de sportif de haut niveau, il intègre le dispositif Athlètes SNCF en tant qu’agent de sûreté à la sûreté ferroviaire.

## Palmarès
- 3ème des championnats du monde de tir aux plateaux 2022 en skeet par équipes, avec Lucie Anastassiou, à Osijek.